# Eugene Fama
Eugene Francis Fama, född 14 februari 1939 i Boston, Massachusetts, är en amerikansk nationalekonom.
Fama studerade vid Tufts University där han tog bachelorexamen (B.A.) 1960, och vid University of Chicago där han tog en M.B.A. 1963 och en doktorsexamen (Ph.D.) 1964. Han har därefter fortsatt vara verksam vid University of Chicago, från 1968 som professor i finansiell ekonomi.
Hans forskningsområde är olika aspekter av finansiell ekonomi, bland annat portföljteori och värdering. Han räknas som upphovsmannen till effektiva marknadshypotesen. Under senare år har han tillsammans med Kenneth French utarbetat Fama-Frenchs trefaktormodell, som ifrågsätter giltigheten av den brett använda Capital asset pricing model (CAPM).
Fama har suttit i bolagsstyrelsen för investmentbolaget Dimensional Fund Advisors sen det grundades 1981. Han är också ledamot av American Academy of Arts and Sciences sedan 1989.
2013 tilldelades han Sveriges Riksbanks pris i ekonomisk vetenskap till Alfred Nobels minne tillsammans med Lars Peter Hansen och Robert Shiller för "deras empiriska analys av tillgångspriser".